# Чингома, Ги
Ги Чингома (фр. Guy Tchingoma; 3 января 1986 — 9 февраля 2008) — габонский футболист, игрок национальной сборной.

## Биография
Родился в Пуэнт-Нуаре, Народная Республика Конго. Принял габонское гражданство для участия в международных играх, за сборную Габона дебютировал в матче квалификации Кубка африканских наций против сборной Кот-д’Ивуара в 2006 году.

## Смерть
9 февраля 2008 года во время матча против «Мбилиадзами», проходившего в столице Габона Либревиле, Чингома потерял сознание после игрового столкновения с соперником. Позднее было сообщено о его смерти.
Во время игры на стадионе отсутствовали медики.